# After Burner Climax
After Burner Climax (яп. アフターバーナー クライマックス Афута: Ба:на: Кураимаккусу) — игра серии After Burner, выпущенная через 14 лет после выпуска After Burner III, в 2006 году. Игра была разработана Sega AM2 для аркадных автоматов и приставок Xbox 360 и PlayStation 3, для последних двух доступна через сервисы Xbox Live и PlayStation Network. В 2013 году игра была издана на мобильные устройства под управлением iOS и Android.

## Геймплей
В After Burner Climax добавлены два новых самолёта: F/A-18E Super Hornet и F-15E Strike Eagle. F-14 Tomcat из предыдущих игр был заменен на F-14D Super Tomcat. Игрок выбирает самолёт на стартовом экране.
При выборе самолёта, игрок может использовать педаль газа, чтобы выбрать одну из четырёх различных красок для самолёта: «Стандарт», «Камуфляж», «Особая» и «Плохая видимость». После выбора самолёта, игрок может прослушивать музыку из игры или оригинальный саундтрек из After Burner II. Впервые было добавлено замедление времени.
Также в игре присутствует режим тренировки, который представляет собой переигрывание любой миссии в отдельности желаемое количество раз, но не несёт в себе обучающих или разъясняющих элементов.

## Версии игры для аркадного автомата
Существуют три корпуса игры для аркадного автомата: «Deluxe», «Commander» и «Standard». Первая версия имеет кресло с кнопкой блокировки кресла, вторая версия может только наклонятся из стороны в сторону, а кресло для третьего не двигается вообще. Для «Commander» и «Deluxe» имеется широкоформатный жидкокристаллический дисплей, а дисплей «Standard» имеет электронно-лучевой прибор.

## Саундтрек
Альбом After Burner Climax Sound Track (яп. アフターバーナー クライマックス サウンドトラック Афута: Ба:на: Кураимаккусу Оридзинару Саундоторакку) был выпущен 9 ноября 2006 года лейблом Wave Master. Альбом содержит 20 песен.
| №                   | Название                             | Музыка              | Длительность |
| ------------------- | ------------------------------------ | ------------------- | ------------ |
| 1.                  | «After Burner Climax»                | Фумио Ито           | 4:39         |
| 2.                  | «The Lure Of The Sky»                | Кэйсукэ Цукахара    | 3:33         |
| 3.                  | «Volcanic Islands»                   | Масанори Такэути    | 3:10         |
| 4.                  | «Great River Valley»                 | Кэйсукэ Цукахара    | 3:04         |
| 5.                  | «Vertical Hot Air»                   | Фумио Ито           | 4:36         |
| 6.                  | «A Bolt From The Blue»               | Масанори Такэути    | 3:09         |
| 7.                  | «Clouds Of Twilight»                 | Масанори Такэути    | 3:42         |
| 8.                  | «Sleepless Sanctuary»                | Фумио Ито           | 4:07         |
| 9.                  | «After Burner - Climax Remix -»      | Хироси Кавагути     | 3:28         |
| 10.                 | «A Moment Of Peace»                  | Кэйсукэ Цукахара    | 0:54         |
| 11.                 | «Maximum Power (1987)»               | Хироси Кавагути     | 1:03         |
| 12.                 | «Final Take Off (1987)»              | Хироси Кавагути     | 3:56         |
| 13.                 | «Red Out (1987)»                     | Хироси Кавагути     | 3:23         |
| 14.                 | «Super Stripe (1987)»                | Хироси Кавагути     | 3:34         |
| 15.                 | «After Burner (1987)»                | Хироси Кавагути     | 5:25         |
| 16.                 | «City 202 (1987)»                    | Хироси Кавагути     | 1:41         |
| 17.                 | «After Burner Climax - Opening -»    | Фумио Ито           | 1:07         |
| 18.                 | «Cleared For Takeoff»                | Кэйсукэ Цукахара    | 1:39         |
| 19.                 | «RTB»                                | Кэйсукэ Цукахара    | 1:29         |
| 20.                 | «After Burner - Climax Remix Full -» | Хироси Кавагути     | 5:57         |
| Общая длительность: | Общая длительность:                  | Общая длительность: | 63:36        |

## Оценки и мнения
| Сводный рейтинг       | Сводный рейтинг                            |
| Агрегатор             | Оценка                                     |
| --------------------- | ------------------------------------------ |
| GameRankings          | 79,07 % (PS3) 73,33 % (X360) 61,00 % (iOS) |
| Metacritic            | 75/100 (PS3) 72/100 (X360)                 |
| MobyRank              | 75/100 (PS3) 72/100 (X360)                 |
| Иноязычные издания    |                                            |
| Издание               | Оценка                                     |
| 1UP.com               | A                                          |
| AllGame               | [ 9 ]                                      |
| Eurogamer             | 7/10                                       |
| GameRevolution        | C-                                         |
| GameSpot              | 6,5/10                                     |
| GamesRadar+           | 7/10                                       |
| IGN                   | 7,5/10                                     |
| OXM                   | 8,5/10                                     |
| VideoGamer            | 7/10                                       |
| Русскоязычные издания |                                            |
| Издание               | Оценка                                     |
| «Игромания»           | 7,5/10                                     |

Игра получила положительные отзывы от критиков. Сайт GameSpot оценил игру для PlayStation 3 в 6,5 баллов из 10 возможных. Критикам понравилось удовольствие от игры на некоторое время, графика, скорость и широкое разнообразие специальных опций для аркадного режима, но не понравилось, что игру можно пройти быстро и что прохождение одного уровня занимает в среднем 10 — 12 минут.
Российский журнал «Игромания» оценил игру в 7,5 баллов.